# ElettroTreno

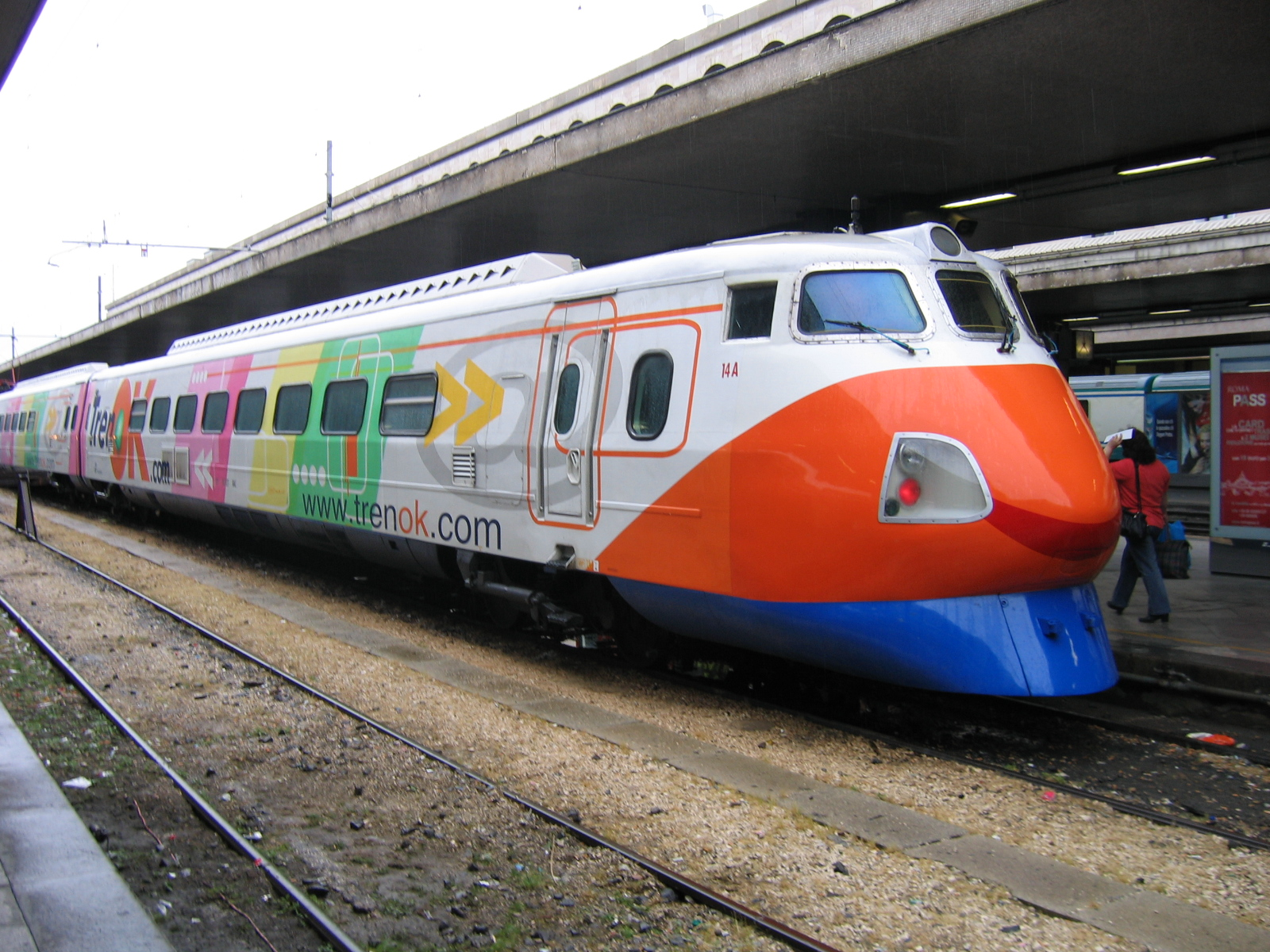
Egy ETR vonat

Az ETR az olasz ElettroTrenoRapido rövidítése, magyarul "Gyors elektromos vonat". Az ETR sorozat Olaszország nagysebességű szerelvényei.

## Billenőszekrényes villamos motorvonatok
- ETR 401
- ETR 450
- ETR 460 sorozat
- ETR 470
- ETR 480
- ETR 600 (Más néven New Pendolino)

Ezek a modellek a Pendolino csoportba tartoznak.

## Nem billenőszekrényes villamos motorvonatok
- ETR 150 (Stadler FLIRT)
- ETR 200
- ETR 220
- ETR 300 (Settebello)
- ETR 250 (Arlecchino)
- ETR 500 sorozat